# Піраміда навчання
Піраміда навчання (також відома як «конус навчання», «конус збереження» або «піраміда збереження») — це група моделей навчання та представлення, що стосуються різних ступенів запам'ятовування, спричинених різними типами навчання. Як правило, відображається за допомогою відсотків для кожного шару в рамках «піраміди навчання». Зазвичай, розрив становить 10, 20, 30, 50 і 90 відсотків.

## Опис
Вважається, що найдавніше таке представлення походить із книги 1954 року під назвою «Аудіовізуальні методи навчання». Модель піраміди була розроблена Національними навчальними лабораторіями на початку 1960-х років у його головному кампусі у місті Бетел, штат Мен, оригінальні внутрішні дослідження якої були втрачені. Ця модель піраміди навчання ІННЛ все ще є центральним відображенням цієї концепції з великою кількістю моделей, що спираються на неї. Ця модель ІННЛ зазвичай відображає наступне представлення.

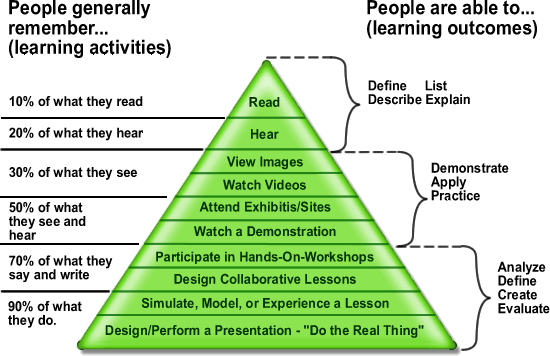
Піраміда навчання або конус навчання

| Коефіцієнт утримання | Навчальна діяльність перед перевіркою знань    |
| -------------------- | ---------------------------------------------- |
| 90 %                 | Навчити когось іншого/використовувати негайно. |
| 75 %                 | Практикувати те, чому навчилися.               |
| 50 %                 | Брати участь у груповій дискусії.              |
| 30 %                 | Дивитися демонстрацію.                         |
| 20 %                 | Дивитися аудіовізуальний матеріал.             |
| 10 %                 | Читати.                                        |
| 5 %                  | Слухати лекцію.                                |

## Критика
Критика пірамиди навчання почалася з ранніх версії, таких як «Конус досвіду» Едгара Дейла. Критики повідомляли про невідповідності між пірамідою навчання та дослідженнями. Оскільки, дослідження піраміди навчання ІННЛ втрачено, то галузь переважно базується на невідомій методології невідомої якості з невідомим пом'якшенням параметрів впливу, таких як час, перевірена популяція тощо, що робить результати оригінального дослідження такими, що не заслуговують довіри.